# Ribeira Brava (concelho)
Ribeira Brava – jedno z dwudziestu dwóch concelhos w Republice Zielonego Przylądka. Położone jest na wyspie São Nicolau. Powstało w 2005 poprzez podział byłego concelho São Nicolau. W Ribeira Brava znajdują się dwie parafie: Nossa Senhora da Lapa i Nossa Senhora do Rosário.

## Miejscowości
- Agua das Patas
- Belém
- Cabeçalinho
- Cachaço
- Caleijão
- Campinho
- Campo
- Carriçal
- Carvoeiro
- Castilhano
- Covada
- Estância de Brás
- Fael
- Fajã de Baixo
- Fajã de Cima
- Fontainhas
- Jalunga
- Juncalinho
- Pombas
- Preguiça
- Queimada
- Ribeira Brava
- Talho

## Historia
Concelho Ribeira Brava zostało stworzone w 2005, kiedy concelho São Nicolau podzieliło się na dwa inne: Tarrafal de São Nicolau i właśnie Ribeira Brava.

## Demografia
| Populacja Ribeira Brava (1940—2010) | Populacja Ribeira Brava (1940—2010) | Populacja Ribeira Brava (1940—2010) | Populacja Ribeira Brava (1940—2010) | Populacja Ribeira Brava (1940—2010) | Populacja Ribeira Brava (1940—2010) | Populacja Ribeira Brava (1940—2010) | Populacja Ribeira Brava (1940—2010) |
| ----------------------------------- | ----------------------------------- | ----------------------------------- | ----------------------------------- | ----------------------------------- | ----------------------------------- | ----------------------------------- | ----------------------------------- |
| 1940                                | 1950                                | 1960                                | 1970                                | 1980                                | 1990                                | 2000                                | 2010                                |
| 14846                               | 10366                               | 13866                               | 16308                               | 13572                               | 13665                               | 13661                               | 7580                                |